# Cuerpo Europeo de Solidaridad
El Cuerpo Europeo de Solidaridad es una nueva iniciativa de la Comisión Europea impulsada por el presidente de la Comisión, Jean-Claude Jucker en un debate sobre el estado de la Unión Europea en 2017. Aunque está a punto de aprobarse un reglamento en 2018, la iniciativa se transformará en un programa europeo aparte de Erasmus+.
El Cuerpo Europeo de Solidaridad es una experiencia de aprendizaje, prácticas y empleo en el ámbito del tercer sector, en la que las personas jóvenes de 18 a 30 años mejoran o adquieren competencias para su desarrollo personal, educativo y profesional, así como para su integración social.
Los voluntarios/as desarrollarán su actividad en un país distinto de su país de residencia, aunque a diferencia del, solo podrá realizarse en un país Estado Miembro. Esta actividad de voluntariado será no remunerada y sin ánimo de lucro, se realiza a tiempo completo durante un periodo determinado en beneficio de la comunidad. Hay dos nuevas modalidades que son las prácticas y el empleo remunerado, aunque todavía a la espera de la aprobación del programa, no puede detallarse aún.